# Loisette M. Marsh

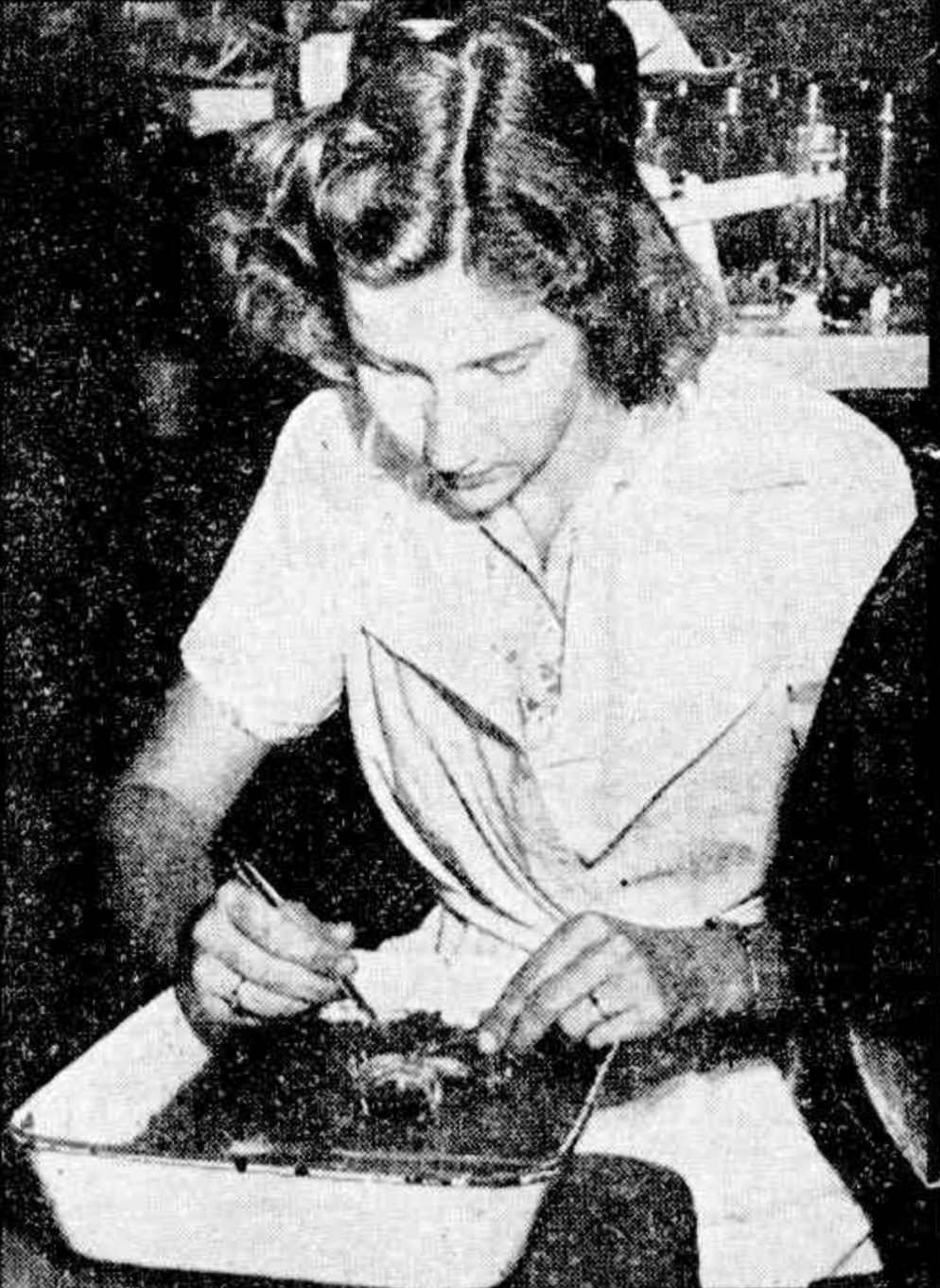
Loisette M. Marsh

Loisette Matilda Marsh AM, geboren als Loisette Matilda Rutt (* 3. Oktober 1928 in Mill Bay, British Columbia, Kanada; † 20. Mai  2021 in Cottesloe Town, Western Australia) war eine kanadisch-australische Meeresbiologin.

## Leben

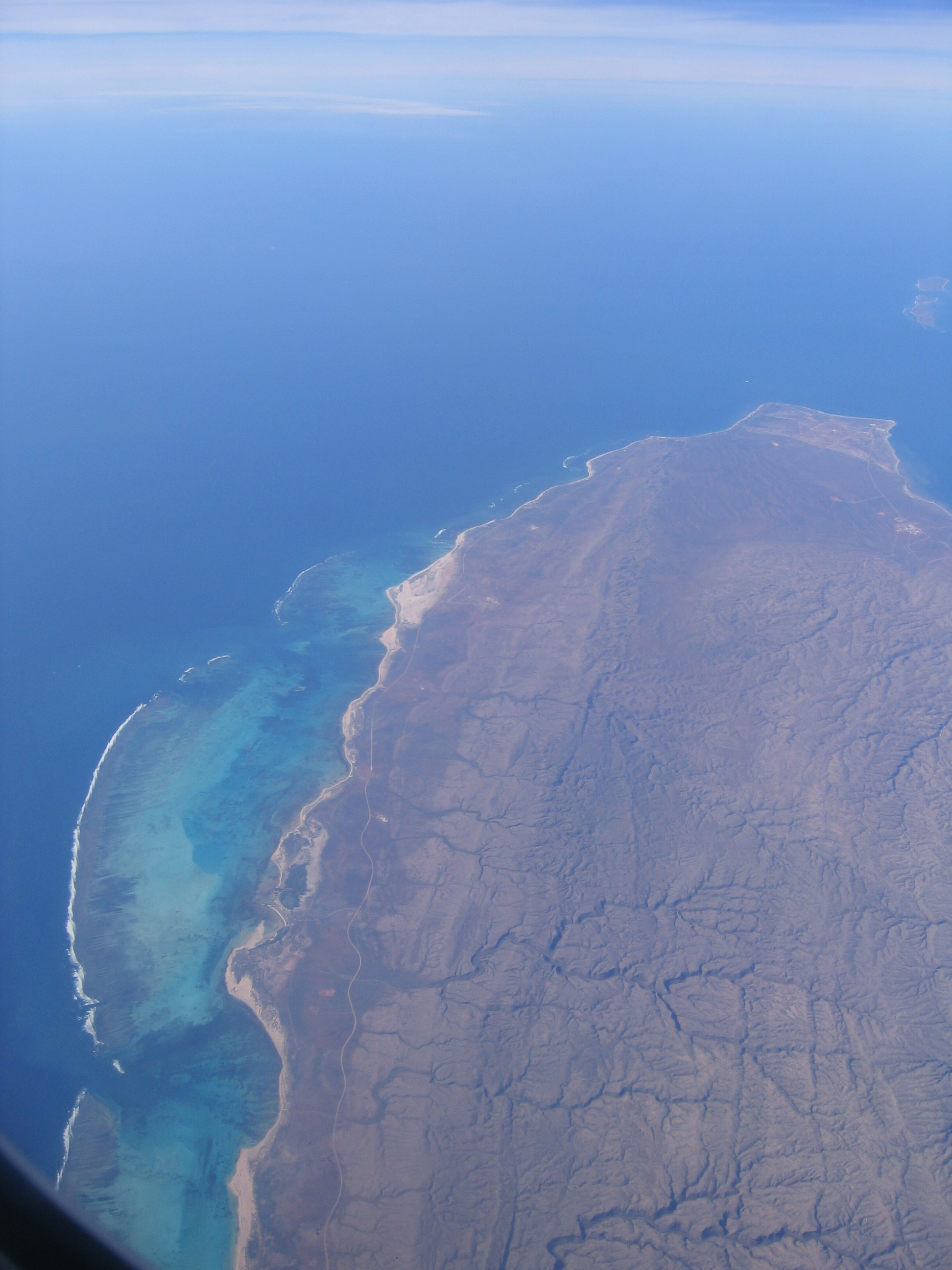
Cape Range National Park und Ningaloo Reef (Ningaloo Marine Park) aus der Luft aufgenommen

Marsh war die Tochter des Kapitäns William Notcutt Rutt. Ihre Familie zog nach Torquay, England und 1938 nach Perth in Westaustralien. Sie studierte bei Ernest Hodgin an der University of Western Australia (UWA), wo sie 1956 einen Master of Arts in Zoologie erwarb. Im gleichen Jahr begann sie mit ihrem Ehemann Brian Marsh mit dem Gerätetauchen.
Sie und ihr Ehemann zogen 1960 nach Norfolk Island und 1963 nach Fidschi, wo sie bis 1967 Biologie unterrichtete. Als sie 1968 nach Perth zurückkehrte, wurde sie Demonstratorin bei der UWA und nahm 1970 eine Stelle als wissenschaftliche Assistentin in der Weichtierabteilung des Western Australian Museums an. Von 1974 bis 1977 war sie dort Assistenzkuratorin für wirbellose Meerestiere und anschließend bis 1993 Kuratorin für wirbellose Meerestiere.
Ihre Arbeit dort umfasste Hunderte von Expeditionen entlang der Küste von West Australien, das Führen akribischer Notizen, das Schreiben vieler wissenschaftlicher Arbeiten und den Aufbau der Korallensammlung zu einer sehr großen und umfassenden Sammlung. Sie kuratierte und dokumentierte die zahlreichen Exemplare, die bei ihren vielen Expeditionen und Feldforschungsaktivitäten in den Museumsregistern gesammelt wurden. Marsh gehört zu einer Gruppe von Ozeanographinnen, die vor den 1960er Jahren nicht auf Forschungsschiffen zugelassen waren und sich damit abgefunden hatten, in seichten Gewässern nahe der Küste zu studieren.
Sie ging 1993 in den Ruhestand, setzte aber ihre Forschungsprojekte fort und schnorchelte bis weit in ihre Achtziger. Sie half der Cottesloe Coastcare, sich für den Schutz des Cottesloe-Riffs einzusetzen, so dass das Gebiet 2001 als Schutzgebiet für Fischlebensräume deklariert wurde. Sie trug wesentlich zum Wissen über die Fauna der westaustralischen Riffe bei und setzte sich dafür ein, dass das Ningaloo Reef 1987 den Status eines Marine Park erhielt.  Sie führte eine Reihe von Exkursionen durch, um die Meeresvielfalt der Region zu dokumentieren. Diese Informationen wurden dann verwendet, um im Mai 1987 über die Ernennung zu einem Meerespark zu entscheiden. 2020 veröffentlichte sie zusammen mit Jane Fromont nach 60 Jahren Erforschung ihren Field Guide to Shallow Water Seastars of Australia , der über 200 Arten beschreibt.
Marsh starb 2021 im Alter von 92 Jahren.

## Mitgliedschaften
- seit 1976: Western Australian Naturalists’ Club
- Australian Coral Reef Society
- Royal Society of Western Australia

## Auszeichnungen und Ehrungen (Auswahl)
- 2010: Whitley Award,  Royal Zoological Society of New South Wales
- 2021: Member of the Order of Australia
- 2021: Whitley Award[4]

## Veröffentlichungen (Auswahl)
- The occurrence and growth of Acropora in extra-tropical waters off Perth, Western Australia. Western Australian Museum, 1988.
- mit Shirley M. Slack-Smith, Desmond L. Gurry: Field Guide to Sea Stingers and Other Venomous and Poisonous Marine Invertebrates of Western Australia. Western Australian Museum, 2010, ISBN 978-1-920843-95-3.
- mit Jane Fromont: Field Guide to the Shallow Water Seastars of Australia. Western Australian Museum, 2020.